# Hylomys vorax
Hylomys vorax — це гімнура з острова Суматра в Індонезії, яка була вперше офіційно описана в 2023 році. Голотип був зібраний у 1939 році Фредеріком А. Ульмером у верхній частині Гунунг-Лойзера на Суматрі. Він відомий лише від 2073 до 2835 м над рівнем моря на Гунунг Леузер. Його видова назва походить від його ненажерливої поведінки, описаної Ф. Ульмером. Аналіз мітохондріальної ДНК дозволяє відрізнити цей вид від Hylomys parvus, що населяє схожі гірські ліси в Gunung Kerinci, на тому ж острові Суматра, і від Hylomys maxi, спорідненого виду, що мешкає в нижніх районах.